# Gasteroclisus
Gasteroclísus — рід жуків родини Довгоносики (Curculionidae).

## Зовнішній вигляд
До цього роду відносяться жуки, основні ознаки яких такі:
- головотрубка, як правило, звужена до вершини, із щетинками позаду верхніх щелеп;
- очі загострені донизу;
- вусикові борозенки знизу зближені, але не торкаються нижніх країв очей;
- передньоспинка блискуча, злегка звужена допереду, із вдавленням по боках і підвищенням посередині;
- передньогруди довші за діаметр передніх тазиків;
- передні гомілки при основі вигнуті назовні.

## Спосіб життя
Відомості є лише про декілька видів. Ґрунтуючись на цьому, можна припустити, що він подібний до способу життя видів з роду Lixus. Рослинами-господарями слугують Лободові та Амарантові. Імаго живляться зеленими частинами рослин. Самиці вигризають заглиблення у стеблах та черешках і відкладають туди яйця. Личинки живляться тканинами серцевини, прогризаючи тунель. В останній період розвитку вони вигризають навколо себе камеру, де заляльковуються.

## Географічне поширення
Ареал роду величезний — він охоплює окремі ділянки Південної Палеарктики, Неотропіки, Північну, субтропічну та тропічну Африку (включаючи Мадагаскар), субтропічну та тропічну Азію (Індія, Пакистан, Індонезія, Китай, В'єтнам, Бірма, Філіппіни), Нову Гвінею і Австралію (див. нижче).

## Класифікація
Один з найбільших родів у підродині Lixini. Описано приблизно 100 видів Gasteroclisus, але відсутність новітніх таксономічних ревізій та узагальнюючих зведень не дозволяє навести обґрунтований перелік видів. В усякому разі, у Палеарктиці мешкає 11 видів цього роду, згрупованих у два підроди:
Eugasteroclisus Voss, 1958
- Gasteroclisus kabulensis (Voss, 1961) — Афганістан
- Gasteroclisus klapperichi Voss, 1956 — Китай

Gasteroclisus Desbrochers des Loges, 1904
- Gasteroclisus arcurostris Petri, 1912 — Китай, Пакистан, Індія
- Gasteroclisus augurius (Boheman, 1835) — Португалія, Іспанія, Франція, Італія, Греція, Північна Африка, Сирія, Пакистан, субтропіки й тропіки Азії
- Gasteroclisus auriculatus (C. R. Sahlberg, 1823) — Китай, Японія, Північна і Південна Корея, Індія
- Gasteroclisus binodulus (Boheman, 1835) — Китай, субтропіки й тропіки Азії
- Gasteroclisus denticollis (Petri, 1904) — Неотропіка, інтродукований до Сирії
- Gasteroclisus scissifrons Petri, 1912 — Північна Індія, субтропіки й тропіки Азії
- Gasteroclisus subdentatus (Petri, 1904) — Північна Індія, субтропіки й тропіки Азії
- Gasteroclisus sulcirostris (Gerstaecker, 1871) — Єгипет, субтропіки й тропіки Африки
- Gasteroclisus syriacus Petri, 1920 — Єгипет, Близький Схід

## Практичне значення
У Західній Африці довгоносик Gasteroclisus rhomboidalis (Boheman, 1836) пошкоджує овочеві та кормові амаранти, хоча конкретних показників економічного збитку не наводиться.